# Michael Smith (calciatore 1988)
Michael Smith (Monkstown, 4 settembre 1988) è un calciatore nordirlandese, difensore dello Yeovil Town.

## Carriera

### Club
Ha giocato nella prima divisione nordirlandese ed in quella scozzese.

### Nazionale
Ha esordito con la nazionale nordirlandese il 28 marzo 2016, nell'amichevole vinta per 1-0 contro la Slovenia. Mette a segno il suo primo goal in nazionale in occasione della partita valida per la qualificazione a EURO 2020 contro la Germania.

## Statistiche

### Presenze e reti nei club
Statistiche aggiornate al 22 ottobre 2022.
| Stagione                | Squadra                 | Campionato              | Campionato | Campionato | Coppe nazionali | Coppe nazionali | Coppe nazionali | Coppe continentali | Coppe continentali | Coppe continentali | Altre coppe | Altre coppe | Altre coppe | Totale | Totale |
| Stagione                | Squadra                 | Comp                    | Pres       | Reti       | Comp            | Pres            | Reti            | Comp               | Pres               | Reti               | Comp        | Pres        | Reti        | Pres   | Reti   |
| ----------------------- | ----------------------- | ----------------------- | ---------- | ---------- | --------------- | --------------- | --------------- | ------------------ | ------------------ | ------------------ | ----------- | ----------- | ----------- | ------ | ------ |
| 2009-2010               | Ballymena Utd           | P                       | 36         | 2          | -               | -               | -               | -                  | -                  | -                  | -           | -           | -           | 36     | 2      |
| 2010-2011               | Ballymena Utd           | P                       | 33         | 3          | -               | -               | -               | -                  | -                  | -                  | -           | -           | -           | 33     | 3      |
| Totale Ballymena Utd    | Totale Ballymena Utd    | Totale Ballymena Utd    | 69         | 5          |                 | -               | -               |                    | -                  | -                  |             | -           | -           | 69     | 5      |
| 2011-2012               | Bristol Rovers          | FL2                     | 20         | 0          | FACup+CdL       | 0+2             | 0               | -                  | -                  | -                  | FLT         | 1           | 0           | 23     | 0      |
| 2012-2013               | Bristol Rovers          | FL2                     | 38         | 1          | FACup+CdL       | 1+1             | 0+1             | -                  | -                  | -                  | FLT         | 1           | 0           | 41     | 2      |
| 2013-2014               | Bristol Rovers          | FL2                     | 43         | 0          | FACup+CdL       | 5+1             | 0               | -                  | -                  | -                  | FLT         | 1           | 0           | 50     | 0      |
| Totale Bristol Rovers   | Totale Bristol Rovers   | Totale Bristol Rovers   | 101        | 1          |                 | 10              | 1               |                    | -                  | -                  |             | 3           | 0           | 114    | 2      |
| 2014-2015               | Peterborough Utd        | FL1                     | 43         | 1          | FACup+CdL       | 1+1             | 0               | -                  | -                  | -                  | FLT         | 1           | 0           | 46     | 1      |
| 2015-2016               | Peterborough Utd        | FL1                     | 38         | 1          | FACup+CdL       | 4+0             | 0               | -                  | -                  | -                  | FLT         | 1           | 0           | 43     | 1      |
| 2016-2017               | Peterborough Utd        | FL1                     | 39         | 1          | FACup+CdL       | 4+1             | 0               | -                  | -                  | -                  | FLT         | 0           | 0           | 44     | 1      |
| Totale Peterborough Utd | Totale Peterborough Utd | Totale Peterborough Utd | 120        | 3          |                 | 11              | 0               |                    | -                  | -                  |             | 2           | 0           | 133    | 3      |
| 2017-2018               | Hearts                  | SP                      | 31         | 0          | CS+CdL          | 3+4             | 0               | -                  | -                  | -                  | -           | -           | -           | 38     | 0      |
| 2018-2019               | Hearts                  | SP                      | 28         | 0          | CS+CdL          | 4+6             | 0+2             | -                  | -                  | -                  | -           | -           | -           | 38     | 2      |
| 2019-2020               | Hearts                  | SP                      | 23         | 0          | CS+CdL          | 5+7             | 0+1             | -                  | -                  | -                  | -           | -           | -           | 35     | 1      |
| 2020-2021               | Hearts                  | SC                      | 25         | 2          | CS+CdL          | 0+1             | 0               | -                  | -                  | -                  | -           | -           | -           | 26     | 2      |
| 2021-2022               | Hearts                  | SP                      | 20         | 2          | CS+CdL          | 2+5             | 0               | -                  | -                  | -                  | -           | -           | -           | 27     | 2      |
| 2022-2023               | Hearts                  | SP                      | 28         | 2          | CS+CdL          | 3+1             | 0               | UEL+UECL           | 2+5                | 0                  | -           | -           | -           | 39     | 2      |
| Totale Hearts           | Totale Hearts           | Totale Hearts           | 155        | 6          |                 | 41              | 3               |                    | 7                  | 0                  |             | -           | -           | 203    | 9      |
| Totale carriera         | Totale carriera         | Totale carriera         | 445        | 15         |                 | 62              | 4               |                    | 7                  | 0                  |             | 5           | 0           | 520    | 19     |

### Cronologia presenze e reti in nazionale
| Cronologia completa delle presenze e delle reti in nazionale ― Irlanda del Nord | Cronologia completa delle presenze e delle reti in nazionale ― Irlanda del Nord | Cronologia completa delle presenze e delle reti in nazionale ― Irlanda del Nord | Cronologia completa delle presenze e delle reti in nazionale ― Irlanda del Nord | Cronologia completa delle presenze e delle reti in nazionale ― Irlanda del Nord | Cronologia completa delle presenze e delle reti in nazionale ― Irlanda del Nord | Cronologia completa delle presenze e delle reti in nazionale ― Irlanda del Nord | Cronologia completa delle presenze e delle reti in nazionale ― Irlanda del Nord |
| Data                                                                            | Città                                                                           | In casa                                                                         | Risultato                                                                       | Ospiti                                                                          | Competizione                                                                    | Reti                                                                            | Note                                                                            |
| ------------------------------------------------------------------------------- | ------------------------------------------------------------------------------- | ------------------------------------------------------------------------------- | ------------------------------------------------------------------------------- | ------------------------------------------------------------------------------- | ------------------------------------------------------------------------------- | ------------------------------------------------------------------------------- | ------------------------------------------------------------------------------- |
| 28-3-2016                                                                       | Belfast                                                                         | Irlanda del Nord                                                                | 1 – 0                                                                           | Slovenia                                                                        | Amichevole                                                                      | -                                                                               | 71’                                                                             |
| 11-9-2018                                                                       | Belfast                                                                         | Irlanda del Nord                                                                | 3 – 0                                                                           | Israele                                                                         | Amichevole                                                                      | -                                                                               | 71’                                                                             |
| 15-11-2018                                                                      | Dublino                                                                         | Irlanda                                                                         | 0 – 0                                                                           | Irlanda del Nord                                                                | Amichevole                                                                      | -                                                                               | 74’                                                                             |
| 18-11-2018                                                                      | Belfast                                                                         | Irlanda del Nord                                                                | 1 – 2                                                                           | Austria                                                                         | UEFA Nations League 2018-2019 - 1º turno                                        | -                                                                               |                                                                                 |
| 8-6-2019                                                                        | Tallinn                                                                         | Estonia                                                                         | 1 – 2                                                                           | Irlanda del Nord                                                                | Qual. Euro 2020                                                                 | -                                                                               | 64’                                                                             |
| 11-6-2019                                                                       | Barysaŭ                                                                         | Bielorussia                                                                     | 0 – 1                                                                           | Irlanda del Nord                                                                | Qual. Euro 2020                                                                 | -                                                                               |                                                                                 |
| 10-10-2019                                                                      | Rotterdam                                                                       | Paesi Bassi                                                                     | 3 – 1                                                                           | Irlanda del Nord                                                                | Qual. Euro 2020                                                                 | -                                                                               | 67’                                                                             |
| 16-11-2019                                                                      | Belfast                                                                         | Irlanda del Nord                                                                | 0 – 0                                                                           | Paesi Bassi                                                                     | Qual. Euro 2020                                                                 | -                                                                               | 58’                                                                             |
| 19-11-2019                                                                      | Francoforte sul Meno                                                            | Germania                                                                        | 5 – 1                                                                           | Irlanda del Nord                                                                | Qual. Euro 2020                                                                 | 1                                                                               |                                                                                 |
| 4-9-2020                                                                        | Bucarest                                                                        | Romania                                                                         | 1 – 1                                                                           | Irlanda del Nord                                                                | UEFA Nations League 2020-2021 - 1º turno                                        | -                                                                               | 90+1’                                                                           |
| 7-9-2020                                                                        | Belfast                                                                         | Irlanda del Nord                                                                | 1 – 5                                                                           | Norvegia                                                                        | UEFA Nations League 2020-2021 - 1º turno                                        | -                                                                               |                                                                                 |
| 14-10-2020                                                                      | Oslo                                                                            | Norvegia                                                                        | 1 – 0                                                                           | Irlanda del Nord                                                                | UEFA Nations League 2020-2021 - 1º turno                                        | -                                                                               | 60’                                                                             |
| 15-11-2020                                                                      | Vienna                                                                          | Austria                                                                         | 2 – 1                                                                           | Irlanda del Nord                                                                | UEFA Nations League 2020-2021 - 1º turno                                        | -                                                                               |                                                                                 |
| 18-11-2020                                                                      | Belfast                                                                         | Irlanda del Nord                                                                | 1 – 1                                                                           | Romania                                                                         | UEFA Nations League 2020-2021 - 1º turno                                        | -                                                                               | 79’                                                                             |
| 25-3-2021                                                                       | Parma                                                                           | Italia                                                                          | 2 – 0                                                                           | Irlanda del Nord                                                                | Qual. Mondiali 2022                                                             | -                                                                               |                                                                                 |
| 28-3-2021                                                                       | Belfast                                                                         | Irlanda del Nord                                                                | 1 – 2                                                                           | Stati Uniti                                                                     | Amichevole                                                                      | -                                                                               | 78’                                                                             |
| 31-3-2021                                                                       | Belfast                                                                         | Irlanda del Nord                                                                | 0 – 0                                                                           | Bulgaria                                                                        | Qual. Mondiali 2022                                                             | -                                                                               | 74’                                                                             |
| 2-9-2021                                                                        | Vilnius                                                                         | Lituania                                                                        | 1 – 4                                                                           | Irlanda del Nord                                                                | Qual. Mondiali 2022                                                             | -                                                                               | 89’                                                                             |
| 8-9-2021                                                                        | Belfast                                                                         | Irlanda del Nord                                                                | 0 – 0                                                                           | Svizzera                                                                        | Qual. Mondiali 2022                                                             | -                                                                               | 24’ 68’                                                                         |
| Totale                                                                          |                                                                                 | Presenze                                                                        | 19                                                                              |                                                                                 | Reti                                                                            | 1                                                                               |                                                                                 |

## Palmarès

### Club

#### Competizioni nazionali
- Scottish Championship: 1

Hearts: 2020-2021
- National League South: 1

Yeovil Town: 2023-2024